# Saint-Martin-de-Lamps
Saint-Martin-de-Lamps is een plaats en voormalige gemeente in het Franse departement Indre in de regio Centre-Val de Loire en telt 146 inwoners (2005). De plaats maakt deel uit van het arrondissement Châteauroux.

## Geschiedenis
Op 1 januari 2016 fuseerde Saint-Martin-de-Lamps met de gemeente Levroux tot een nieuwe gemeente, eveneens geheten Levroux. 

## Geografie
De oppervlakte van Saint-Martin-de-Lamps bedraagt 16,1 km², de bevolkingsdichtheid is 9,1 inwoners per km².
De onderstaande kaart toont de ligging van Saint-Martin-de-Lamps met de belangrijkste infrastructuur en aangrenzende gemeenten.

## Demografie
Onderstaande figuur toont het verloop van het inwonertal (bron: INSEE-tellingen).

## Bekende inwoner
Kunstschilder Paul Rue (1866-1954) was gedurende zestien jaar burgemeester van Saint-Martin-de-Lamps.